# Porta delle Lame
La Porta delle Lame ou Porta Lame était une porte des anciens murs d'enceinte médiévaux de la ville de Bologne, en Italie. Elle est située Via Lame, à l'angle de la via Zanardi.

## Histoire
À l'origine, une porte avait été construite dans les murs médiévaux en 1334, et avait deux ponts-levis, un pour les attelages, et l'autre pour les piétons. La porte a été reconstruite en 1677 en style baroque par l'architecte Agostino Barelli. La plus récente restauration date de 2007-2009. Autour de la porte, on voit des statues en bronze représentant des partisans qui se sont battus sur ce site le 7 novembre 1944.
Neuf des douze portes originales subsistent des anciens remparts (Cerchia del Mille) de Bologne. Parmi elles, la Porta Maggiore (ou Mazzini), la Porta Castiglione, la Porte San Felice, la Porta delle Lame, la Porta Galliera, la Porta Mascarella, la Porta San Donato, la Porte Saragozza et la Porta San Vitale. 